# Ripipteryx lawrencei
Ripipteryx lawrencei är en insektsart som beskrevs av Günther, K.K. 1969. Ripipteryx lawrencei ingår i släktet Ripipteryx och familjen Ripipterygidae. Inga underarter finns listade i Catalogue of Life.